# Galloglass
Galloglass (wcześniej Gallowglass) to zespół muzyczny z Niemiec grający power metal, założony w 1999.

## Członkowie zespołu
- Carsten Frank - śpiew
- Norbert Geiseler - gitara
- Kai Mühlenbruch - gitara
- Dirk Zelmer - gitara basowa
- Arnd Lorenz - perkusja

## Dyskografia
- Kings Who Die (2000) (demo)
- Legends From Now And Nevermore (2003)
- Heavenseeker (2005)